# La Croix-aux-Bois
La Croix-aux-Bois är en kommun i departementet Ardennes i regionen Grand Est (tidigare regionen Champagne-Ardenne) i nordöstra Frankrike. Kommunen ligger  i kantonen Vouziers som ligger i arrondissementet Vouziers. År 2022 hade La Croix-aux-Bois 160 invånare.

## Befolkningsutveckling
Antalet invånare i kommunen La Croix-aux-Bois
Referens: INSEE